# Варшавская мелодия
«Варшавская мелодия» — фильм-спектакль, снятый Центральным телевидением в 1969 году.
В основе фильма — одноимённый спектакль по пьесе Леонида Зорина, поставленный режиссёром Рубеном Симоновым в Государственном академическом театре имени Вахтангова. В спектакле участвовали только два актёра — Юлия Борисова и Михаил Ульянов.

## Содержание

### Декабрь 1946 — февраль 1947 года
Москва. Декабрь 1946 года. Виктор впервые в жизни попадает в консерваторию на концерт Шопена. В зале его соседкой оказывается девушка, которая настаивает, чтобы он освободил место: сюда должна прийти её подруга. Виктор поясняет, что подруга не придёт — она продала ему билет на улице.
Молодые люди знакомятся. Виктор рассказывает, что его будущая специальность — винодел. Гелена сообщает, что приехала из Польши учиться музыке — она станет «камеральной певицей».
Первое свидание Виктор назначает Гелене на углу Герцена и Огарёва. Денег на то, чтобы пригласить девушку в ресторан, у студента нет, и он предлагает ей пойти в кино. Геля вздыхает: «Меня отец предупреждал: с кино всё начинается».
Перед новым годом Виктор приходит к Гелене в общежитие. Прежде чем отправиться в гости, молодые люди обмениваются подарками: Геля преподносит своему другу галстук, он ей — новые туфли. Пока девушка переодевается в праздничное платье, Виктор, накануне разгружавший вагоны, засыпает. Геля, увидев это, снимает новые туфли и цветок с платья и бесшумно ждёт, когда он проснётся.
Виктор просыпается уже после боя курантов. Новогоднюю ночь влюблённые проводят вдвоём. Гелена исполняет старую польскую песню «Страшне чен кохам», что означает «Страшно люблю». Виктор предлагает девушке выйти за него замуж.
Свадебные планы разрушает указ от 15 февраля 1947 года, запрещающий советским гражданам браки с иностранцами. Гелена просит Виктора что-нибудь придумать, он обещает, но выхода не находит.

### Осень 1957 года
Виктор приезжает в Варшаву. Из гостиницы он звонит Гелене и назначает ей встречу на углу Свентокшиской и Нового Свята.
За 10 лет в жизни героев многое изменилось. Виктор уехал жить в Краснодар, женился, защитил диссертацию. У Гелены тоже есть спутник жизни — музыкальный критик. Сама она стала певицей, но ни разу не приехала на гастроли в Советский Союз, потому что боялась встречи с Виктором. Все эти годы, бывая в Кракове, она оставляла записки королеве Ядвиге с просьбой: «Святая Ядвига, верни мне его».
Расставание мучительно для обоих. Виктор признаётся: «Так сложилась жизнь. А жизни надо смотреть в лицо. И если я стараюсь сейчас не заорать, это не значит, что мне это просто».

### Май 1967 года
Прибыв в Москву в очередную командировку, Виктор отправляется в консерваторию на концерт Гелены. Встреча героев происходит в гримёрке во время антракта. Виктор теперь доктор наук, у него своя лаборатория. Он дарит Гелене бутылку созданного им вина со множеством медалей. С женой они расстались, детей нет.
Гелена тоже успешна, она много гастролирует, в ближайшие дни её ждут в Ленинграде, Киеве, Баку. Пан музыкальный критик исчез, как и прочие её мужья, не выдержавшие «атмосферных колебаний».
Гелена говорит, что время идёт, и молодые люди уже женятся на иностранках. Потом спохватывается — ей пора на сцену.
Вечером Виктор стоит на углу Герцена и Огарёва и размышляет о том, что завтра — отчаянно трудный день, в Москве ему вечно не хватает времени. И это хорошо, что его не хватает.
Главное — это тема обречённости. Любовь обречена, потому что государство сумеет растоптать вас своим паровым катком. И, сделав свою работу, оно удовлетворенно потирает руки над вашим прахом и над прахом вашего чувства. И два человека, когда они, наконец, встречаются, могут соединиться. Но уже нечем соединяться.

## История создания
Пьеса Леонида Зорина, изначально называвшаяся «Варшавянка», была написана в 1967 году. Рубен Симонов, начав репетиции на сцене театра имени Вахтанова, столкнулся с противодействием цензоров, которые отказывались ставить гриф «разрешено» до тех пор, пока из спектакля не уберут информацию об указе от 15 февраля 1947 года. Режиссёру всё же удалось сохранить ключевые фрагменты пьесы, но её название пришлось поменять — спектакль назвали «Варшавской мелодией».
В своей книге «Работаю актёром» Михаил Ульянов вспоминал, что «он (Симонов) смотрел влюблёнными глазами на Юлию Борисову. Одну репетицию, которая вдруг пошла импровизационно-раскованно, сцену в музее, когда Виктор, влюбленный в прелестную Гелю, думает не о музейных редкостях, а о том, как бы поцеловать её, он буквально прохохотал. Счастье творчества его пьянило».
Эта постановка стала последней в творческой биографии Рубена Симонова. Фильм-спектакль «Варшавская мелодия», снятый Центральным телевидением в 1969 году, режиссёр уже не увидел.

## Отзывы
По мнению критиков, в этом спектакле «Рубен Симонов не изменил поэтическому настрою своего дарования, но мучительные размышления о моральной деградации общества не могли не привести его к горькому осознанию неправедности происходящего».
Отдельно рецензентами отмечалась актёрская работа Юлии Борисовой.

Здесь не только идеальное проникновение в стихию чужого языка. Изысканность и музыкальность, артистизм польского акцента (и польской пластики, жизненной грации) переданы актрисой упоённо, вдохновенно. Здесь — проникновение в иную природу души, с иной мерой свободолюбия. У Гелены — неискоренимой, на грани смертельного риска и безумия многолетней молитвой перед Святой Ядвигой — вернуть возлюбленного, если люди помочь не могут. Тогда как русский её избранник, смело воевавший на войне, «победитель» Виктор (его характерно точно играл Михаил Ульянов) смирился с грозными обстоятельствами разорванного новой враждой послевоенного мира.— Независимая газета, 17.03.2000

## Роли исполняли
- Юлия Борисова — Гелена
- Михаил Ульянов — Виктор

## Создатели фильма-спектакля
- Рубен Симонов — постановка
- Леонид Зорин — автор пьесы
- Л. Федотова — режиссёр
- В. Каценс — ведущий оператор
- В. Наумов, В. Град — операторы
- Э. Марьямова — звукорежиссёр